# Кіпчаг
Кіпча́г (рос. Кипчаг) — присілок у складі Сєверного району Оренбурзької області, Росія.

## Населення
Населення — 93 особи (2010; 129 у 2002).
Національний склад (станом на 2002 рік):
- росіяни — 94 %